# Conquest Racing
Conquest Racing fue un equipo estadounidense de carreras que ha competido tanto en la IndyCar Series, la Championship Auto Racing Teams la Indy Lights y la Fórmula Atlantic. Fue fundado por el excorredor belga de CART indyCar World Series, Eric Bachelart.

## Historia

### Primeros años:Indy LightseIndy Racing League
El equipo compitió inicialmente en la Indy Lights a finales de la década de 1990 con el brasileño Felipe Giaffone, quien trajo el patrocinio de la tabacalera Hollywood y la marca Mi-Jack patrocinados por los hermanos Chris y Jamie Menninga. El equipo saltó a la Indy Racing League en 2002 con el francés Laurent Redon, que terminó siendo el novato del año, pero no se mantuvo con el equipo cuando el equipo abandonó la serie y desembarcó en la Champ Car en 2003.

### Sus años en laChampionship Auto Racing Teams(2003-2007)
En el 2003 el equipo realizó su primera participación con el brasileño Mario Haberfeld con un chasís Reynard y la información y los recursos fueron compartidos con el Fittipaldi-Dingman Racing, que contaba con el futuro piloto de Fórmula 1 el portugués Tiago Monteiro. En 2004, amplió su participación a dos coches, con Justin Wilson en algunas carreras con el chasís Lola y otras con el chasís Reynard así como su segundo coche compartido con los pilotos Nelson Philippe y Alex Esperafico. Wilson entonces se marcaría a RuSPORT en 2005 y Conquest continuó con Nelson Philippe (quien ya había competido el año anterior algunas competencias con el equipo) y contrató a Andrew Ranger, en ese momento ambos jóvenes pilotos tenían 18 años de edad cuando comenzó la temporada.
Mientras Felipe Giaffone esperaba debutar en 2006, el equipo contó una vez más al canadiense Andrew Ranger y a su patrocinio Canadiense y firmó al campeón de 2005 de la Champ Car Atlantic Charles Zwolsman en el segundo coche. Hubo rumores de que el británico Darren Manning reemplazaría Andrew Ranger muy temprano en la temporada, pero esto fue dejado debido a sus buenas actuaciones en la pista y porque aportaba más dinero al equipo. El sitio web de apuestas de Internet Goldenpalace.com firmó como patrocinador al holandés Charles Zwolsman Jr. para la carrera en Houston.
El equipo entonces entró a cmpetir en la Champ Car Atlantic en el año 2006 con los pilotos Graham Rahal y Al Unser III.
Después de la temporada 2006, Mike Lanigan retiró su apoyo de su empresa al equipo de carreras debido a la falta de financiación. En un artículo speedtv.com, Bachelart estaba a punto cerrar su equipo cuando su patrocinador lo llama para firmar un acuerdo para la temporada 2007. Sin embargo, el 6 de febrero de 2007, una compañía Neoyorquina, 42 Below una marca de bebidas de Vodka, les dio el patrocinio contratando al expiloto de la A1GP Matt Halliday. Sin embargo, después de los malos resultados en las Vegas, Long Beach y Houston, Halliday despedido en favor del belga Jan Heylen. Jan Heylen condujo las próximas 9 carreras para Conquest Racing y su mejor resultado fue un 2° puesto en el Champ Car Baviera Gran Premio de Holanda. El 3 de octubre se anunció que Jan Heylen sería sustituido por el resto de la temporada regresando el francés Nelson Philippe.

### IndyCar Series: (2008-2011)

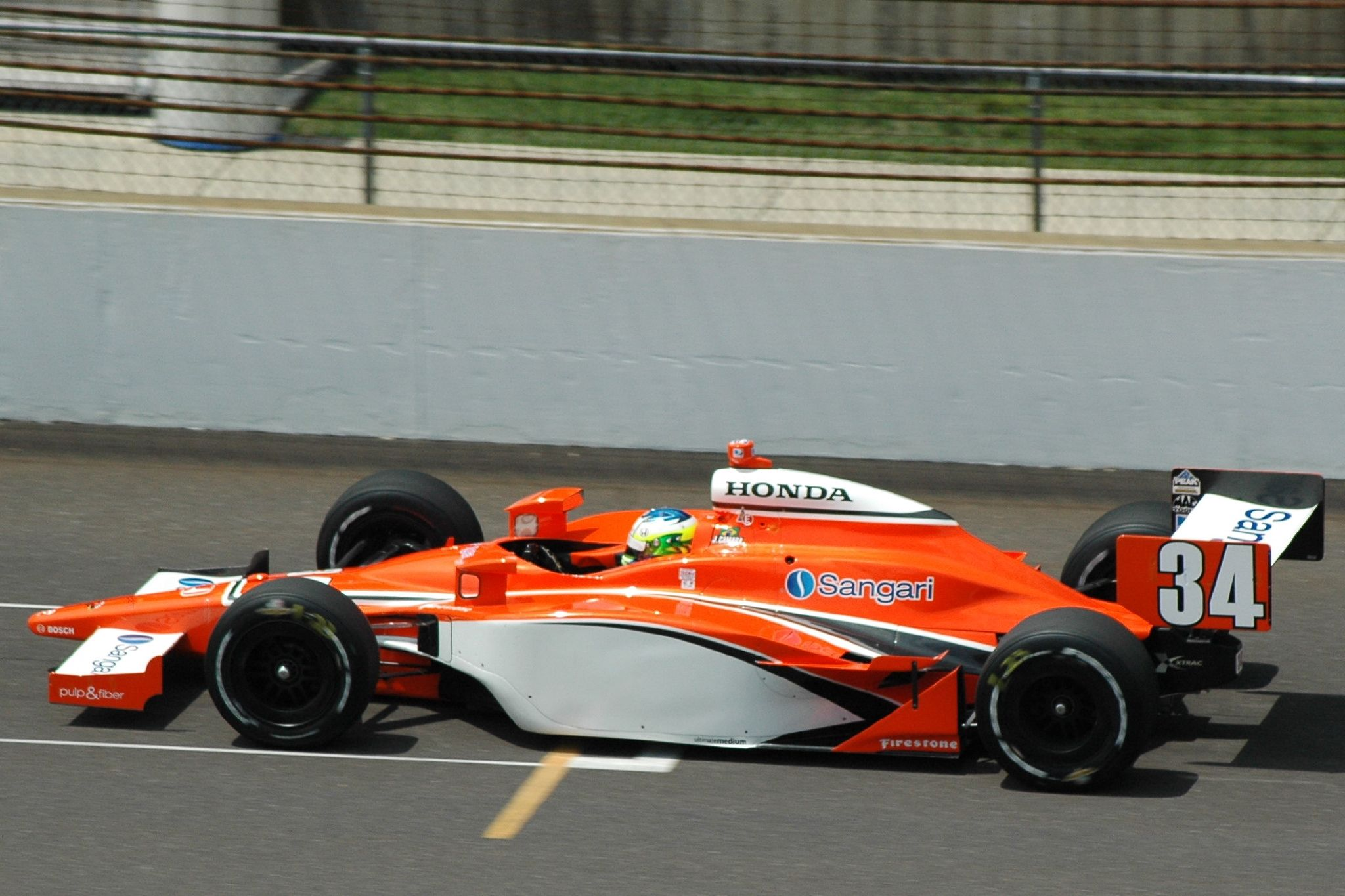
Jaime Camara conduciendo el coche #34.

A finales de diciembre de 2007, el equipo anunció la firma un nuevo patrocinador: la empresa Opes Prime Group Ltd, un proveedor de servicios financieros con sede en Australia. Tras la unificación de Champ Car y la Indy Racing League, Conquest fue el primer equipo de la Champ Car que confirmó su participación en la IndyCar Series, con el piloto Franck Perera siendo nombrado para pilotear uno de los dos coches del equipo. El otro piloto confirmado fue el brasileño ex-F1 Enrique Bernoldi, que piloteó para Conquest Racing en la temporada 2008 de la IndyCar Series.

#### Temporada 2008
Sin embargo, en vísperas de la primera carrera de la temporada de la IndyCar Series, el 28 de marzo de 2008, la empresa que patrocinaba al equipo, la Opes Prime Group Ltd, fue puesto bajo administración judicial, y tuvo que dejar su patrocinio al equipo poco después. Sangari patrocinó los dos coches después del otro patrocinio que tenían la marca Ares también dejase también al equipo. Después de que el Gran Premio de Long Beach, Perera fue sustituido en el coche #34 por el brasileño Jaime Camara para completar una alineación totalmente brasileña. Alex Tagliani después reemplazaría a Bernoldi en las últimos tres carreras de la temporada producto de una lesión.

#### Temporada 2009
Tagliani se postuló para conducir para el equipo haciendo un promgrama parcial 2009, incluyendo el Gran Premio de Toronto con un Tagliani conduciendo la mayoría de la carrera antes de retirarse debido a un accidente en la carrera. Conquest Racing volvió a incluir una segunda entrada de un coche para las 500 Millas de Indianápolis de 2009 con el brasileño Bruno Junqueira piloteando el coche #36. Junqueira clasificó para las 500 millas, mientras que Tagliani no lo logró, pero Tagliani sustituyó para la carrera a Junqueira al hacerse cargo del coche #36 en las 500 Millas de Indianápolis de 2009.
Nelson Philippe regresó al equipo a finales de 2009 después de Tagliani se fue del equipo. La temporada se vio truncada para Phillipe y Conquest después de un terrible accidente con Will Power en el Infineon Raceway.

#### Temporada 2010
El brasileño Mario Romancini fue anunciado como piloto para compeitr en la IndyCar Series para Conquest Racing 3manejando el coche #34 a tiempo completo para la 2010. El piloto belga Bertrand Baguette empezó a correr para el equipo en el segundo coche en Barber, con lo que patrocinio belga. El equipo colocó los dos coches en las 500 Millas de Indianápolis, terminando en la posición 13.ª con Romancini y Baguette en la posición 22.ª, después de perder un espejo al principio de la carrera. Conquest Racing planearía continuar ejecutando con los dos pilotos para el resto de la temporada, pero sustituyó a Romancini con Francesco Dracone en Mid-Ohio e Infineon por falta de patrocinio de Romancini.

#### Temporadas 2011 y 2012: Última Temporada en la IndyCar Series (2011) y la ALMS (2012)
Para el 2011, el equipo solo compitió con el coche #34, con piloto colombiano Sebastián Saavedra, y siendo patrocinado con patrocinio colombiano. En 2012, el equipo decidió abandonar la serie e intentar y entrar en la American Le Mans Series con un coche prototipo LMP2 Morgan-Nissan. El equipo logró su primera victoria en el Gran Premio de Mosport en 2012.

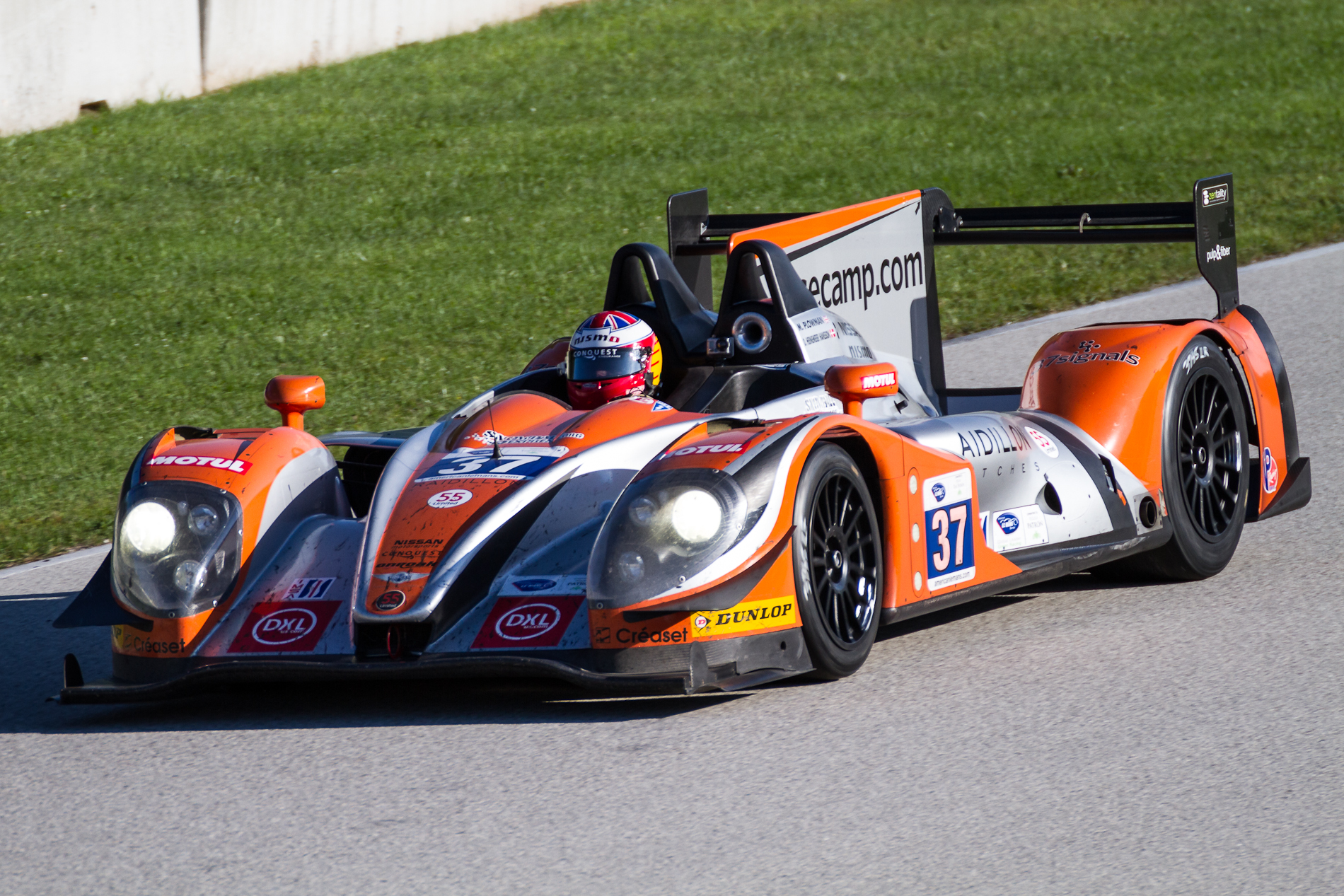
Conquest Racing debutando en la última temporada de la American Le Mans Series de 2013.

## Pilotos Notables IndyCar Series/Champ Car World Series
| Año                                               | Coche                               | Pilotos                             | Competencias                        | VIctorias                           | Poles                               | Vueltas Rápidas                     | Puntos                              | Pos. Final                          |
| Resultados en la Indy Racing League               | Resultados en la Indy Racing League | Resultados en la Indy Racing League | Resultados en la Indy Racing League | Resultados en la Indy Racing League | Resultados en la Indy Racing League | Resultados en la Indy Racing League | Resultados en la Indy Racing League | Resultados en la Indy Racing League |
| ------------------------------------------------- | ----------------------------------- | ----------------------------------- | ----------------------------------- | ----------------------------------- | ----------------------------------- | ----------------------------------- | ----------------------------------- | ----------------------------------- |
| 2002                                              | Dallara-Infiniti                    | Laurent Redon                       | 15                                  | 0                                   | 0                                   | 0                                   | 229                                 | 12°                                 |
| Resultados en la CART-ORWS/Champ Car World Series |                                     |                                     |                                     |                                     |                                     |                                     |                                     |                                     |
| 2003                                              | Reynard-Cosworth                    | Mario Haberfeld                     | 18                                  | 0                                   | 0                                   | 0                                   | 71                                  | 12°                                 |
| 2004                                              | Lola/Reynard-Cosworth               | Justin Wilson                       | 14                                  | 0                                   | 0                                   | 0                                   | 188                                 | 11°                                 |
| 2004                                              | Lola/Reynard-Cosworth               | Alex Sperafico                      | 8                                   | 0                                   | 0                                   | 0                                   | 47                                  | 19°                                 |
| 2004                                              | Lola/Reynard-Cosworth               | Nelson Philippe                     | 6                                   | 0                                   | 0                                   | 0                                   | 89                                  | 16°                                 |
| 2005                                              | Lola-Cosworth                       | Andrew Ranger                       | 13                                  | 0                                   | 0                                   | 0                                   | 140                                 | 10°                                 |
| 2005                                              | Lola-Cosworth                       | Nelson Philippe                     | 13                                  | 0                                   | 0                                   | 0                                   | 117                                 | 13°                                 |
| 2006                                              | Lola-Cosworth                       | Andrew Ranger                       | 14                                  | 0                                   | 0                                   | 0                                   | 200                                 | 10°                                 |
| 2006                                              | Lola-Cosworth                       | Charles Zwolsman Jr.                | 14                                  | 0                                   | 0                                   | 0                                   | 161                                 | 13°                                 |
| 2007                                              | Panoz-Cosworth                      | Matt Halliday                       | 3                                   | 0                                   | 0                                   | 0                                   | 18                                  | 21°                                 |
| 2007                                              | Panoz-Cosworth                      | Jan Heylen                          | 9                                   | 0                                   | 0                                   | 0                                   | 104                                 | 16°                                 |
| 2007                                              | Panoz-Cosworth                      | Nelson Philippe                     | 2                                   | 0                                   | 0                                   | 0                                   | 28                                  | 19°                                 |
| Resultados en la IndyCar Series                   |                                     |                                     |                                     |                                     |                                     |                                     |                                     |                                     |
| 2008                                              | Dallara-Honda Panoz-Cosworth2       | Franck Perera                       | 31                                  | 0                                   | 0                                   | 0                                   | 71                                  | 29°                                 |
| 2008                                              | Dallara-Honda Panoz-Cosworth2       | Enrique Bernoldi                    | 15                                  | 0                                   | 0                                   | 0                                   | 220                                 | 22°                                 |
| 2008                                              | Dallara-Honda                       | Jaime Camara                        | 15                                  | 0                                   | 0                                   | 0                                   | 174                                 | 23°                                 |
| 2008                                              | Dallara-Honda                       | Alex Tagliani                       | 3                                   | 0                                   | 0                                   | 0                                   | 56                                  | 32°                                 |
| 2009                                              | Dallara-Honda                       | Alex Tagliani                       | 7                                   | 0                                   | 0                                   | 0                                   | 114                                 | 22°                                 |
| 2009                                              | Dallara-Honda                       | Bruno Junqueira                     | 0                                   | 0                                   | 0                                   | 0                                   | 0                                   | N/A                                 |
| 2009                                              | Dallara-Honda                       | Nelson Philippe                     | 01                                  | 0                                   | 0                                   | 0                                   | 16                                  | 35°                                 |
| 2009                                              | Dallara-Honda                       | Kosuke Matsuura                     | 1                                   | 0                                   | 0                                   | 0                                   | 13                                  | 36°                                 |
| 2010                                              | Dallara-Honda                       | Mario Romancini                     | 11                                  | 0                                   | 0                                   | 0                                   | 149                                 | 24°                                 |
| 2010                                              | Dallara-Honda                       | Bertrand Baguette                   | 15                                  | 0                                   | 0                                   | 0                                   | 213                                 | 22°                                 |
| 2010                                              | Dallara-Honda                       | Francesco Dracone                   | 2                                   | 0                                   | 0                                   | 0                                   | 24                                  | 37°                                 |
| 2010                                              | Dallara-Honda                       | Tomas Scheckter                     | 21                                  | 0                                   | 0                                   | 0                                   | 89                                  | 29°                                 |
| 2010                                              | Dallara-Honda                       | Roger Yasukawa                      | 1                                   | 0                                   | 0                                   | 0                                   | 12                                  | 40°                                 |
| 2010                                              | Dallara-Honda                       | Sebastián Saavedra                  | 1                                   | 0                                   | 0                                   | 0                                   | 29                                  | 33°                                 |
| 2011                                              | Dallara-Honda                       | Sebastián Saavedra                  | 14                                  | 0                                   | 0                                   | 0                                   | 178                                 | 25°                                 |
| 2011                                              | Dallara-Honda                       | João Paulo de Oliveira              | 1                                   | 0                                   | 0                                   | 0                                   | 10                                  | 44°                                 |
| 2011                                              | Dallara-Honda                       | Dillon Battistini                   | 1                                   | 0                                   | 0                                   | 0                                   | 10                                  | 46°                                 |
| 2011                                              | Dallara-Honda                       | Pippa Mann                          | 1                                   | 0                                   | 0                                   | 0                                   | 32                                  | 38°                                 |

1Conductor compitió para Conquest, además de otro equipo de la temporada.

2Sólo se utiliza dopara el Toyota Gran Premio de Long Beach.